# Edwin G. Conklin Medal
Die Edwin G. Conklin Medal ist die höchste Auszeichnung der Society for Developmental Biology (SDB) mit Sitz in Bethesda, Maryland in den Vereinigten Staaten. Sie wird für „herausragende und anhaltende“ Forschung auf dem Gebiet der Entwicklungsbiologie vergeben und ist nach Edwin Grant Conklin (1863–1952) benannt, einem US-amerikanischen Biologen, der als einer der Begründer der Entwicklungsbiologie gilt.
Die Preisträger erhalten eine Erinnerungsmedaille und halten eine Vorlesung auf der Jahrestagung der SDB.

## Preisträger
- 1995: John Phillip Trinkaus (Yale University)
- 1996: John W. Saunders, Jr. (State University of New York at Albany)
- 1997: Elizabeth D. Hay (Harvard Medical School)
- 1998: Thomas C. Kaufman (Indiana University)
- 1999: Clement Markert (Yale University)
- 2000: Charles B. Kimmel (University of Oregon)
- 2001: John B. Gurdon (University of Cambridge)
- 2002: Gail R. Martin (University of California, San Francisco)
- 2003: Allan Spradling (Carnegie Institution of Washington, Baltimore, MD)
- 2004: Matthew P. Scott (Stanford University)
- 2005: Nicole Le Douarin (Collège de France, Académie des Sciences de l'Institut de France)
- 2006: Trudi Schupbach (Princeton University)
- 2007: Janet Rossant (The Hospital for Sick Children, Toronto, Canada)
- 2008: Elizabeth J. Robertson (University of Oxford, United Kingdom)
- 2009: David Mark Kingsley (Stanford University)
- 2010: Noriyuki Satoh (Okinawa Institute of Science & Technology, Japan)
- 2011: Ruth Lehmann (Skirball Institute of Biomolecular Medicine, NYU School of Medicine, Howard Hughes Medical Institute)
- 2012: Cliff Tabin (Department of Genetics, Harvard Medical School, Boston, MA)
- 2013: Marianne Bronner (California Institute of Technology)
- 2014: Richard Harland (University of California, Berkeley)
- 2015: Michael S. Levine (University of California, Berkeley, Lewis Sigler Institute, Princeton)
- 2016: Kathryn Anderson (Sloan Kettering Institute)
- 2017: Philippe M. Soriano (Icahn School of Medicine at Mount Sinai)
- 2018: Robb Krumlauf (Stowers Institute for Medical Research)
- 2019: Eric N. Olson (University of Texas Southwestern Medical Center)
- 2020: Claude Desplan (New York University)
- 2021: Scott E. Fraser (University of Southern California)
- 2022: Magdalena Zernicka-Goetz (California Institute of Technology)
- 2023: Lilianna Solnica-Krezel (Washington University School of Medicine)
- 2024: Chris Doe (University of Oregon)
- 2025: Blanche Capel (Duke University)